# Beloozjorskij
Beloozjorskij (rusky Белоозёрский) je město v Moskevské oblasti v Ruské federaci. Žije zde 13 571 obyvatel (2023).

## Poloha a doprava
Beloozjorskij leží na levém, severním břehu Moskvy, levého přítoku Oky v povodí Volhy. Od Moskvy, správního střediska oblasti i hlavního města federace, je vzdálen přibližně šedesát kilometrů jihovýchodně. Bližší větší města jsou Bronnicy přibližně deset kilometrů západně a přibližně dvacet kilometrů jihovýchodně vzdálený Voskresensk, do jehož rajónu Beloozjorskij patří.
Přes město prochází železniční trať z moskevského Kazaňského nádraží do Rjazaně.

## Dějiny
Původně zde byla v 60. letech 20. století vybudována stanice na trati z Moskvy do Rjazaně zvaná Kilometr 63., která měla sloužit především o několik let dříve založenému výzkumnému ústavu vojenského letectví. Už v roce 1961 přitom byla na území jižně od stanice postavena osada pro zaměstnance ústavu. Ta dostala později název Beloozjorskij (doslova bílojezerský) v odkaze na jméno jezera, které je poblíž.
V roce 2004 byl Beloozjorskij povýšen na sídlo městského typu. Od roku 2019 je městem